# Партия революционных левых
Партия революционных левых (Левая революционная партия, исп. Partido de la Izquierda Revolucionaria, ПИР, PIR) — политическая партия в Боливии, претендовавшая на роль марксистской и считающаяся предшественницей коммунистической. Была основана в мае 1940 года доктором Хосе Антонио Арсе, его двоюродным братом Рикардо Анайя Арсе и другими боливийскими интеллектуалами. Провозглашала себя партией рабочего класса, крестьянства и мелкой буржуазии. При этом, несмотря на определённое влияние среди железнодорожников, части шахтёров и фабричных рабочих, в основном опиралась на выходцев из средних слоёв, интеллигенции, мелких собственников и кустарей.

## История

### Установки
ПИР декларировала свою верность «учению Ленина — Сталина» и симпатизировала Коммунистическому Интернационалу, но не стала его членом. При этом она поддерживала связи с другими марксистскими силами континента — как связанными с Москвой (в первую очередь Коммунистической партией Чили, в партийной школе которой проходили обучение кадры ПИР), так и более независимыми, как мексиканский профсоюзный лидер Висенте Ломбардо Толедано.
Партия, боровшаяся за контроль над Конфедерацией профсоюзов трудящихся Боливии с троцкистской Социалистической рабочей партией Боливии Тристана Марофа, начала организовывать шахтёров страны, но делала это осторожно, опасаясь, что забастовки воспрепятствуют снабжению союзников во время Второй мировой войны. За исключением сторонника «Оси» Гуальберто Вильярроэля, ПИР в целом поддерживала всех президентов Боливии в годы войны, чтобы гарантировать, что страна останется на стороне Антигитлеровской коалиции. Её программные положения включали борьбу против олигархии, национализацию шахт и аграрную реформу.

### Во власти
В итоге, когда народное восстание 1946 года свергло пронацистский военный режим Вильярроэля, ПИР, ставшая крупнейшей и влиятельнейшей партией страны, могла получить всю полноту власти. И на выборах января 1947 года она лишь немногим уступила правой (вопреки названию) Партии социалистическо-республиканского союза и получила 36 из 111 депутатских мандатов, а её кандидат в вице-президенты — философ Гильермо Франсович — набрал 47,9 % голосов. Однако под лозунгами «антифашистского» и «национального единства» ПИР не только пошла на союз с правыми олигархическими партиями, но и добровольно передала тем все ключевые посты в правительстве, оставив за собой лишь те позиции, которые непосредственно были связаны с социальными вопросами.
Партия мотивировала это исповедуемой ей сталинистской «теорией двух стадий», по которой слаборазвитые страны наподобие Боливии должны сначала пройти стадию капитализма прежде чем осуществить социалистические преобразования. На деле же, по словам историка-латиноамериканиста А. А. Щелчкова, «фактически ПИР отводилась роль прикрытия откровенно олигархической реакции».
14 мая 1947 года президент Энрике Эрцог назначил двух членов ПИР в свой кабинет: Альфредо Мендисабаля — министром труда, а Густаво Энриха — министром общественных работ и коммуникаций. Ещё в начале того года, когда компания Patiño Mines and Enterprises Consolidated, Inc. под руководством Антенора Патиньо Родригеса при поддержке Banco Central уволила всех работников шахт Siglo XX и Catavi (известных центров рабочей борьбы), а затем восстановила только тех горняков, что не участвовали в политической деятельности, и на минимальную заработную плату, ответственность за это была возложена на ПИР, формально выступавшую от имени рабочего класса. Партия покрыла себя позором расстрела шахтёрских демонстраций и антипрофсоюзных репрессий в Потоси, где главой департамента и шефом полиции были видные деятели ПИР.

### Упадок
Из-за того, что партия не решалась заниматься внутренними проблемами, она растеряла большую часть своей поддержки в рабочем классе в пользу левой оппозиции, опиравшейся на Федерацию профсоюзов горнорудных рабочих Боливии — троцкистской Революционной рабочей партии и вновь усилившегося и идеологически свернувшего влево Националистического революционного движения.
В начале 1950 года члены интернационалистического течения внутри ПИР (Серхио Альмарас Пас, Хосе Перейра, Виктор Уго Либера, Марио Монхе Молина, Рамиро Отеро Лугонес, Луис Бальон Санхинес, Хорхе Бальон Санхинес, Хорхе Овандо Санс, Нестор Табоада) в лице её молодёжной организации отделились и основали Коммунистическую партию Боливии (КПБ). К 1960-м годам компартия в значительной степени заменила собой ПИР. 
После военного переворота 1964 года Партия революционных левых ушла в подполье и распалась на враждующие группировки. Воссозданная Рикардо Анайя Арсе ПИР возникла в 1970-х как марионеточная партия правого диктатора Уго Бансера. В 1979 году она была распущена для создания новой силы Бансера — Националистически-демократическое действие.